# Абаносови
Абано̀сови (Ebenaceae) е семейство растения от приблизително 500 вида. Според други източници видовете са около 768.  Състои се от ниски дървета и по-малко храсти, като много от тях имат ценна дървесина. Виреят главно в субтропиците, тропиците и частично в умерения пояс.  Най-голямо разнообразие се среща в в тропическите гори на Малезия, Индия, тропическа Африка и тропическа Америка. 
Известни представители са абаносът и райската ябълка. 
В Южна България се отглежда райска ябълка (или още хурма).

## Биология
Плодовете съдържат танини, така че често се избягват от животните, когато не са узрели. Зрелите плодове на много от видовете са източник на храна за различни животни. 
Растенията могат да имат силна миризма. Те са важни дървета в много екосистеми.
Абаносът е с черна дървесина. Diospyros tesselaria (маврицийски абанос) е силно използван от холандците през 17 век.

## Описание
Семейството включва дървета и храсти. Листата обикновено са разположени последователно, но някои видове имат срещуположни или навити листа. Повечето видове са двудомни. Цветовете имат от 3 до 8 венчелистчета, които са съединени в основата си. Обикновено имат няколко единични или сдвоени тичинки, които често са прикрепени към вътрешната стена на венчето. Женските цветове имат до 8 близалца В чашката е устойчиво. Плодовете са ягодоподобни или капсуловидни. Подобно на дървесината на някои видове, корените и кората може да са черни на цвят. 

## Етимология
Името Абаносови се основава на името на рода Ebenus, публикувано от Ото Кунце през 1891 г.